# Whiplash (band)
Whiplash is een Amerikaanse thrashmetalband uit Passaic (New Jersey), opgericht in 1984.

## Bezetting
Oprichters
- Tony Portaro (zang, gitaar)
- Tony Bono († 2002) (basgitaar)
- Tony Scaglione (drums)

Huidige bezetting
- Tony Portaro (zang, gitaar)
- Rich Day (basgitaar)
- Dan Foord (drums)

Voormalige leden
- Glenn Hansen (zang)
- Rob Gonzo (zang)
- James Preziosa (basgitaar)
- Joe Cangelosi (drums)
- Bob Candella (drums)

## Geschiedenis
De band werd oorspronkelijk opgericht door de drie Tony's: Tony Portaro (zang, gitaar), Tony Scaglione (drums) en Tony Bono (bas). Drie demo's zijn uitgebracht in 1984 en 1985. In 1985 verscheen hun debuutalbum Power And Pain bij Roadrunner Records. Joe Cangelosi verving Tony Scaglione in 1986 toen deze de band verliet om Dave Lombardo te vervangen voor een tournee met Slayer. Joe Cangelosi nam een jaar later het album Ticket to Mayhem (1987) op met de twee Tony's. In 1989 trad Glenn Hansen toe als nieuwe zanger. Met z'n vieren namen ze het album Insult to Injury (1989) op. Na dit album werd Whiplash onverwacht ontbonden voordat het herenigde in 1996. Met nieuwe euforie produceerden ze de studioalbums Cult of One (1996) en Sit Stand Kneel Prey (1997).
In 1998 fuseerden de voormalige drie Tony's voor het laatste album Trashback, dat in hetzelfde jaar zou verschijnen. In hetzelfde jaar gingen ze echter voor de tweede keer uit elkaar. Bassist Tony Bono overleed in 2002 aan een hartaanval op 38-jarige leeftijd. In 2008 werd de band voor de tweede keer opgericht. Ongeveer een jaar later, op 5 augustus 2009, verscheen haar zevende studioalbum Unborn Again bij het label Pulverized Records. Het hoesontwerp is van Ed Repka. Harris Johns was de producent die verantwoordelijk was voor het album.

## Discografie

### Demo's
- 1984: Fire Away
- 1984: Thunderstruk
- 1985: Looking Death in the Face

### Albums
- 1985: Power and Pain (Roadracer Records)
- 1987: Ticket to Mayhem (Roadrunner Records)
- 1989: Insult to Injury (Roadrunner Records)
- 1996: Cult of One (Massacre Records)
- 1997: Sit Stand Kneel Prey (Massacre Records)
- 1998: Thrashback (Massacre Records)
- 2009: Unborn Again (Pulverised Records)

### Compilatie
- 1999: Messages in Blood – The Early Years (Massacre Records)